# Écozone paléarctique : plantes à graines par nom scientifique (CO)
| CA
| CH
| CO |

## C

### Co

#### Cob
- Cobæa - fam. Polémoniacées
  - Cobæa scandens -  Cobée grimpante

#### Coc
- Cochlearia - fam. Brassicacées
  - Cochlearia armoracia - Raifort sauvage ou « Moutarde d'Allemagne »

- Cocos- fam. Arécacées
  - Cocos nucifera - Cocotier

#### Coe
- Coeloglossum - fam. Orchidacées
  - Coeloglossum viride - Orchis grenouille

- Coenonympha
  - Coenonumpha tullia
    - Coenonumpha tullia Nipisiquit - Satyre fauve maritime

#### Cof
- Coffea
  - Coffea arabica - Caféier d'Arabie

#### Coi
- Coix - fam. Graminées ou Poaceae
  - Coix lacryma-jobi - Larme-de-Job

#### Col
- Cola
  - Cola nitida - Kola

- Colchicum - fam. Liliacées ou Colchicacées
  - Colchicum autumnale - Colchique d'automne

- Coleanthus - fam. Liliacées
  - Coleanthus subtilis -  Coléanthe délicat

- Coleus - Lamiacées ou Labiatées
  - Coleus amboinicus - Gros thym

- Collaea

- Colpodium
  - Colpodium fulvum

#### Com
- Commiphora
  - Commiphora mukul - Gugul

#### Con
- Conicosia
  - Conicosia communis - Conicosie
  - Conicosia elongata - Conicosie
  - Conicosia pugioniformis - Conicosie
    - Conicosia pugioniformis alborosea - Conicosie
    - Conicosia pugioniformis muirii - Conicosie

- Conioselinum
  - Conioselinum chinense

- Consolida
  - Consolida ajacis - Pied d'Alouette annuel
  - Consolida ambigua - Dauphinelle

- Convallaria - fam. Convallariacées
  - Convallaria majalis - Muguet de mai

- Convolvulus - fam. Convolvulacées
  - Convolvulus althaeoides - Liseron
  - Convolvulus arvensis - Liseron des champs
  - Convolvulus cneorum - Liseron
  - Convolvulus sabatius -  Liseron de Mauritanie
  - Convolvulus sepium -  Grand Liseron
  - Convolvulus siculus -  Liseron de Sicile
  - Convolvulus tricolor -  Belle de jour

#### Cop
- Copaifera

#### Cor
- Corallorhiza - fam. Orchidacées
  - Corallorhiza trifida

- Cordyline
  - Cordyline australis
  - Cordyline indivisa
  - Cordyline terminalis - Cordyline

- Coriandrum - fam. Apiacées
  - Coriandrum sativum - Coriandre

- Coriaria
  - Coriaria angustifolia - Corroyère

- Coris - fam. Primulacées
  - Coris hispanica - Coris d'Espagne
  - Coris monspeliensis - Coris de Montpellier

- Cornus - fam. Cornacées
  - Cornus alba -  Cornouiller blanc
  - Cornus alternifolia -  Cornouiller à feuilles alternes
  - Cornus canadensis -  Cornouiller du Canada ou Rouget ou Quatre temps
  - Cornus controversa - Cornouiller
  - Cornus florida - Cornouiller
  - Cornus kousa - Cornouiller
  - Cornus mas - Cornouiller mâle
  - Cornus nuttallii -  Cornouiller de Nuttall
  - Cornus obliqua - Cornouiller
  - Cornus officinalis - Cornouiller
  - Cornus sanguinea - Cornouiller sanguin
  - Cornus sericea -  Cornouiller stolonifère
  - Cornus suecica -  Cornouiller de Suède

- Coronilla - fam. Fabacées
  - Coronilla coronata - Coronille
  - Coronilla cretica - Coronille
  - Coronilla elegans - Coronille
  - Coronilla emerus -  Coronille des jardins
  - Coronilla globosa - Coronille
  - Coronilla juncea - Coronille
  - Coronilla minima -  Coronille minime
  - Coronilla repanda - Coronille
  - Coronilla rostrata - Coronille
  - Coronilla scorpioides - Coronille
  - Coronilla vaginalis -  Coronille à gaine
  - Coronilla valentina - Coronille
  - Coronilla varia - Coronille bigarrée

- Corpuscularia
  - Corpuscolaria brittiniae
  - Corpuscolaria lehmannii
  - Corpuscolaria taylorii

- Cortaderia
  - Cortaderia argentea voir à  Gynerium argenteum

- Corydalis - fam. Fumariacées
  - Corydalis cava - Corydale bulbeux
  - Corydalis lutea voir Pseudofumaria lutea
  - Corydalis sempervirens - Corydale
  - Corydalis solida - Corydale

- Corylopsis
  - Corylopsis pauciflora

- Corylus - fam. Bétulacées
  - Corylus avellana - Noisetier
    - Corylus avellana laciniata ou Corylus avellana heterophylla

  - Corylus colurna - Noisetier
  - Corylus cornuta - Noisetier à long bec
  - Corylus maxima - Noisetier

#### Cos
- Cosmos - fam. Composées
  - Cosmos bipinnatus - Cosmos sensation ou Cosmos bipenné
  - Cosmos sulphureus - Cosmos du Klondike

#### Cot
- Cotinus
  - Cotinus coggygria - Fustet commun
  - Cotinus dummeri

- Cotoneaster - fam. Rosacées
  - Cotoneaster dammeri
  - Cotoneaster franchetii
  - Cotoneaster horizontalis
  - Cotoneaster lacteus
  - Cotoneaster microphyllus

- Cotula
  - Cotula coronopifolia - Cotule

- Cotyledon (plante grasse)
  - Cotyledon teretifolia - Cotylédon

#### Cou
- Couroupita
  - Couroupita guianensis - Boulet de canon

- Coursetia